# Géant Casino
Géant Casino – sieć hipermarketów, supermarketów oraz dyskontów (występujących pod marką Leader Price), będąca częścią grupy Casino. Na giełdę w Paryżu weszła w 1910. W lipcu 2006 Casino sprzedała wszystkie 19 sklepów Géant w Polsce niemieckiej firmie Metro AG za kwotę 224 milionów euro. Markety zostały włączone do sieci sklepów Real.

## Historia

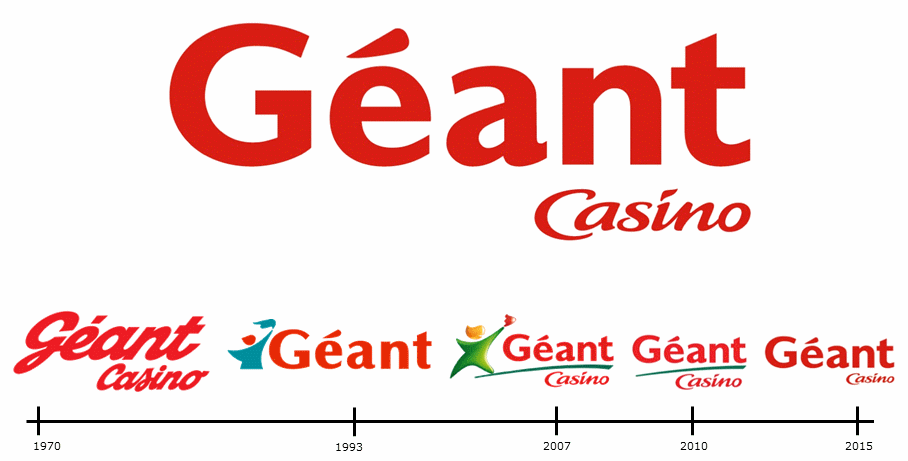
Ewolucja logo sieci Géant

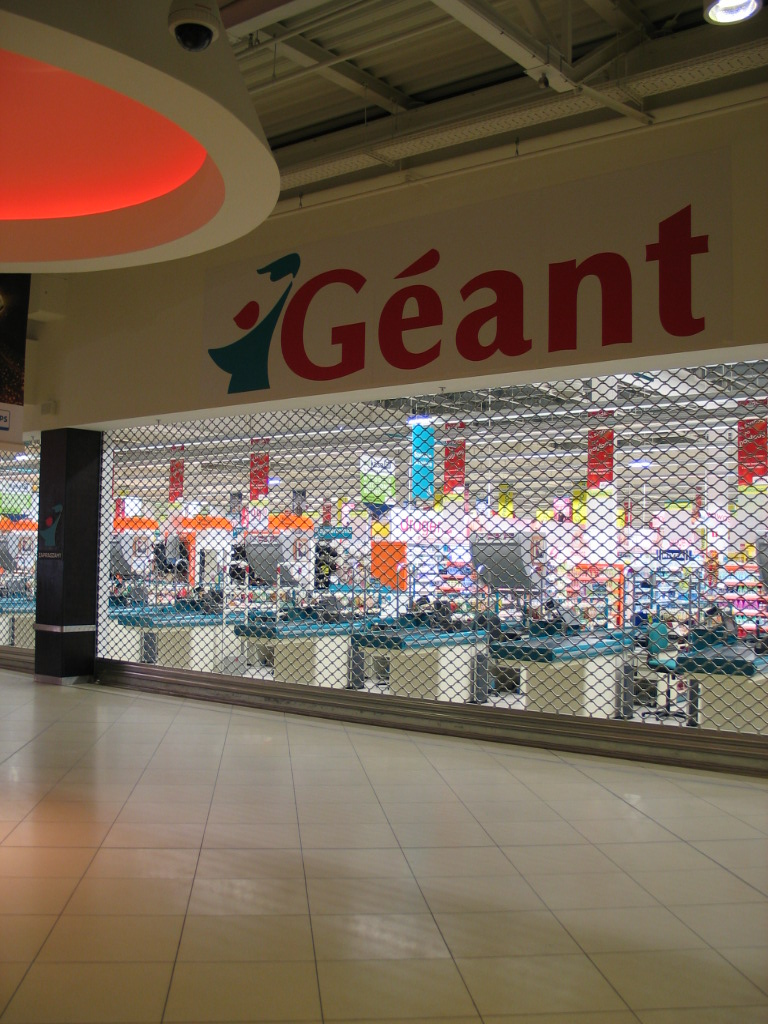
Hipermarket Géant w Manufakturze po ostatnim zamknięciu

Sieć Géant założył Geoffroy Guichard. Jego pierwszy sklep mieścił się w Saint-Étienne niedaleko Lyonu. W 1898 Guichard otworzył następny oddział swojego sklepu w Veauche. W 1904 stworzył markę Grupa Casino, w której skład wchodziły sklepy, zakłady przetwórstwa i produkcji żywności. W 1928 roku Grupa Casino wprowadza system datowania przydatności produktów do spożycia jako pierwsza na świecie. W 1929 Geoffroy Guichard przekazał firmę swoim dzieciom. W 1948 firma otworzyła pierwszy sklep samoobsługowy. W 1950 Grupa Casino zainwestowała w system chłodni. W 1960 powstaje pierwszy supermarket w Grenoble. Pierwszy hipermarket zostaje otwarty w 1970 w Marsylii. W 1967 Grupa Casino otworzyła pierwszy sklep poza granicami Francji – w Stanach Zjednoczonych.
W 2022 ogłoszono rezygnację z marki Géant Casino na rzecz Casino Hyper Frais, rebranding pierwszych sklepów miał miejsce w 2022, pozostałych do 2023.